# Chopsticks
"Chopsticks" (ou "The Celebrated Chop Waltz") é um muito conhecido valsa para piano. Foi escrito em 1877 pela compositora britânica Euphemia Allen sob o pseudònim de Arthur de Lulli. O nome da composição sugere que a peça tem de se tocar ao compasso de3/4 (vales) com ambas mãos. Um equivalente a este exercício musical foi conhecido a Rússia como "tati-tati" e alterna as notas em ambas mãos:
Esta melodia (conhecida em alguns países hispânicos como “palitos chineses”) é confundida com Der Flohwalzer.
No Brasil, a canção foi popularizada pela trilha sonora da propaganda de 1989 do Danoninho, chamada "O Bifinho".